# RoPS Rovaniemi
Maillots
Le RoPS Rovaniemi, noté RoPS, est un club de football finlandais basé à Rovaniemi. Il participe à la Veikkausliiga et dispute ses matchs à domicile au Rovaniemen Keskuskenttä. Le club a remporté la Coupe de Finlande en 1986 et 2013.

## Historique
Le club est fondé en 1950 et devient une équipe récurrente de première division à partir de 1983. Dans la seconde moitié des années 1980, le RoPS joue les premiers rôles, remportant la Coupe de Finlande en 1986 pour la première fois de son histoire (l'équipe avait atteint la finale en 1963). Cette victoire lui permet d'accéder à la Coupe des Coupes où il élimine Glentoran puis Vllaznia. L'aventure se termine en quarts de finale contre l'Olympique de Marseille. Grâce à deux troisièmes places consécutives en championnat, le RoPS se qualifie pour la Coupe de l'UEFA. Il atteint les seizièmes de finale lors de la saison 1989-1990 et les trente-deuxièmes en 1990-1991, éliminé respectivement par l'AJ Auxerre et Magdebourg. Le RoPS atteint la finale de Coupe de Finlande en 1993 où il perd 2-0 contre le HJK. En 2001, l'équipe termine dernière du championnat et est rétrogradée en deuxième division après 18 ans au plus haut niveau du football finlandais. Les dix saisons suivantes, le club fait l'ascenseur entre les deux divisions. 
En 2011, le RoPS fait partie d'un scandale de matchs truqués marqué par l'arrestation du singapourien Wilson Raj Perumal et de neuf joueurs du club. Ils sont suspectés d'avoir manipulé 24 matchs pour obtenir le score souhaité. Perumal est condamné à deux ans de réclusion avec une amende de 150 000€.
En 2013, l'équipe termine à l'avant dernière place du championnat et remporte sa deuxième Coupe de Finlande contre le KuPS grâce à un doublé de Alexsandr Kokko. Néanmoins, le club se fait éliminer dès son entrée en tours préliminaires de Ligue Europa contre l'Asteras Tripolis. La saison 2015 se termine par une seconde place au classement à un point derrière le SJK, c'est la meilleure performance du RoPS de son histoire. Aleksandr Kokko est le meilleur buteur du championnat avec 17 réalisations.

## Bilan sportif

### Palmarès
- Championnat de Finlande
  - Vice-champion : 2015 et 2018

- Coupe de Finlande
  - Vainqueur : 1986, 2013
  - Finaliste : 1962, 1993

- Coupe de la Ligue finlandaise
  - Finaliste : 1996, 2015

- Championnat de Finlande de deuxième division
  - Champion : 2010 et 2012
  - Vice-champion : 2003, 2007 et 2021

### Bilan européen
Note : dans les résultats ci-dessous, le score du club est toujours donné en premier.
| Saison    | Compétition      | Tour                | Club                   | Domicile | Extérieur | Total  |
| --------- | ---------------- | ------------------- | ---------------------- | -------- | --------- | ------ |
| 1987-1988 | Coupe des coupes | Seizièmes de finale | Glentoran FC           | 0 - 0    | 1 - 1     | 1E - 1 |
| 1987-1988 | Coupe des coupes | Huitièmes de finale | Vllaznia Shkodër       | 1 - 0    | 1 - 0     | 2 - 0  |
| 1987-1988 | Coupe des coupes | Quarts de finale    | Olympique de Marseille | 0 - 1    | 0 - 3     | 0 - 4  |
| 1989-1990 | Coupe UEFA       | Premier tour        | GKS Katowice           | 1 - 1    | 1 - 0     | 2 - 1  |
| 1989-1990 | Coupe UEFA       | Seizièmes de finale | AJ Auxerre             | 0 - 5    | 0 - 3     | 0 - 8  |
| 1990-1991 | Coupe UEFA       | Premier tour        | FC Magdebourg          | 0 - 0    | 0 - 1     | 0 - 1  |
| 2014-2015 | Ligue Europa     | Deuxième tour Q     | Asteras Tripoli        | 1 - 1    | 2 - 4     | 2 - 4  |
| 2016-2017 | Ligue Europa     | Premier tour Q      | Shamrock Rovers        | 1 - 1    | 2 - 0     | 3 - 1  |
| 2016-2017 | Ligue Europa     | Deuxième tour Q     | Lokomotiva Zagreb      | 1 - 1    | 0 - 3     | 1 - 4  |
| 2019-2020 | Ligue Europa     | Premier tour Q      | Aberdeen FC            | 1 - 2    | 1 - 2     | 2 - 4  |

Légende
- Victoire ou qualification pour le tour suivant
- Match nul
- Défaite ou élimination de la compétition